# Bodö (Nagu)
Bodö est une île de l'archipel finlandais à Pargas en Finlande.

## Géographie
Bodö est situé sur le côté sud de l'archipel finlandais, à l'est du chenal passant entre Bodön et Bergholm,.
Bodö fait partie du parc national de l'archipel.
Bodöhön est desservi par le M/S Falkö.